# Anumhervasz
Anumhervasz (Anumherva, hettita Anum-Ḫerwa(š) vagy óasszír Anum-Ḫirbiš, A-nu-um-hi-ir-bi, [an=o=m-Hirbi]) Calvar és Hasszum városok ura, kortársai voltak Zimrí-Lim, Mári királya, I. Jarimlím, Jamhad uralkodója és Varszamasz Nesza város hettita uralkodója. Zimrí-Lim uralkodásának 4. és 5. évéből származó szövegek Calvar, 7. és 8. évéből Hasszum urának nevezik, és Mári kereskedelmi partnerei között szerepel. Valószínűleg Jamhad vazallusaként kezdte pályafutását az Antiokheiától északra elterülő vidéken. Calvar települést még nem azonosították egyértelműen, de a gyanú szerint a Koyuncu Hüyükkel azonos. Önállósodott, saját territóriumán szuverén uralkodó lett, talán Hasszum említése terjeszkedésre utal. Elképzelhető, hogy Anittasz hadjáratai után is a helyén maradt. Erre a CTH#2 katalógusszámú dokumentum (Anumhervasz és Calpa) enged következtetni, amelynek Hattuszaszból több töredéke került elő. Ezekben Mama uralkodójaként szerepel, és a neszai királlyal való konfliktusa a téma. Mama valószínűleg Hasszum óasszír neve.